# مارك هوارد ثيمنس
مارك هوارد ثيمنس (من مواليد 6 كانون الثاني 1950 ولد في سانت لويس بولاية ميسوري) وهو رئيس مساعدي المستشارين في قسم الكيمياء والكيمياء الحيوية بجامعة كاليفورنيا في سان دييغو. اشتهر باكتشافه لظاهرة كيميائية فيزيائية جديدة تسمى تأثير النظائر المستقلة الكُتَليْ.
وقد اجتازت دراساته نطاقًا واسعًا من المواضيع من ضمنها الكمية الأساسية وكيمياء الكم وأصل النظام الشمسي وتتبع أصل وتطور الحياة على الأرض في بداية نشأتها؛ وكيمياء الستراتوسفير وموضوع تغير المناخ وتحديد غازات الاحتباس الحراري وكيمياء الغلاف الجوي للمريخ، والماضي والمستقبل وجيوكيمياء النظائر.
يجمع عمله بين دراسات النظائر الكيميائية الضوئية، سواء المخبرية أو المعتمدة على السنكروترون، حيث يقيم العمل الميداني في القطب الجنوبي من على قمة جرينلاند وجبال الهيمالايا التبتية وذلك لأخذ العينات الجيولوجية والمناخية عبر الصين لتسجيلات الصخور الأرضية عند نشأتها.
تضمن عمله غير المتعلق بالنظائر المشعة اكتشاف مصدر غير معروف لغاز أكسيد النيتروز المسبب للاحتباس الحراري والذي أدى إلى القضاء العالمي على جميع الانبعاثات والذي يعتبر مساهمة رئيسية في تغيير المناخ العالمي. عمل ثيمنس على تطوير تقنيات تصوير جديدة للعينات التي جلبتها البعثات الفضائية العائدة والكشف عن الموصلية الفائقة في الطبيعة.

## تعليمه
حصل ثيمنس على درجة البكالوريوس في العلوم من جامعة ميامي، وقد حفزت دراسته مع عالم الكيمياء الجيولوجية التنظيرية سيزار إميلياني، وطالب الدكتوراه في هارولد أوري وأحد المشاركين في اكتشاف درجة حرارة المناخ القديم، اهتمامه بالنظائر المشعة.
حصل ثيمنس على درجة الماجستير من جامعة أولد دومينيون والدكتوراه من جامعة ولاية فلوريدا لأبحاثه باستخدام النظائر المستقرة وتحديد الجسيمات باستخدام مولد فان دي غراف.
انتقل إلى جامعة شيكاغو في معهد إنريكو فيرمي للدراسات النووية (1977-1980) حيث عمل مع روبرت إن كلايتون باستخدام عينات القمر لتتبع أصل الرياح الشمسية وتطورها، وكيمياء الكون النيزكية، وكيمياء أصل الغلاف الجوي.

## مسيرته المهنية
انتقل ثيمنس إلى قسم الكيمياء في جامعة كاليفورنيا سان دييغو في عام 1980، حيث عين كأستاذ مساعد كبديل لهانس سوس وتولى إدارة مختبر هارولد أوري الحائز على جائزة نوبل. ترقى إلى درجة أستاذ عام 1989، وشغل منصب رئيس قسم الكيمياء والكيمياء الحيوية من 1996-1999.  كان العميد المؤسس لقسم العلوم الفيزيائية وعمل من عام 1999 إلى 2016.

## أبحاثه
بدأ بحث ثيمنس في جامعة كاليفورنيا، سان دييغو بعد إعادة بناء مقياس الطيف الكتلي لنسبة نظائر يوري للسماح بقياس كل من نسب نظائر الأكسجين  .(18O/16O, 17O/16O)
نشر أول منشور له بصفته أستاذًا مساعدًا في مجلة سينس عن أول تأثير للنظائر المستقلة الكتلي والذي حدث في أثناء تكوين الأوزون. إذ كان بمثابة أول عرض لعملية كيميائية يمكن أن تغير نسب النظائر بطريقة مستقلة عن اختلاف الكتلة. كان الأمر الأكثر لفتًا للنظر هو أن نمطا الكتلة المستقلة والتباين 17O/16O,18O/16O يختلفان بالتساوي ويعيدان إنتاج نفس النمط الذي لوحظ في الشوائب البدائية من نيزك الليندي الكربوني الغضروفي. كان الافتراض الأولي غير صحيح وكانت هناك حاجة إلى نماذج جديدة لتشكيل النظام الشمسي المبكر وقد تطورت منذ ذلك الحين.
عينت الكثير من أبحاث ثيمنس لاستكشاف عمليات التجزئة ذات الصلة بشكل تجريبي والتي قد تصب في صالح تدوين الملاحظات، بما في ذلك تأثيرات الانحلال الضوئي السنكروتروني في الكوبالت.
كما تبين تجريبياً أن عملية تكوين الجسيمات وتحولها من الغاز إلى المواد الصلبة الأولى في السديم تنتج شذوذ الكتلة المستقلة.
أظهرت دراسات المواد النيزكية لثيمنس في نظائر الكبريت أن أحماض السلفونيك من النيازك الغضروفية قد أظهرت أن العمليات الكيميائية الضوئية تعتبر مساهماً هامًا في تركيبها الجزيئي بالإضافة إلى أنواع الكبريت الأخرى. لتفسير تأثيرات النظائر المستقلة الجماعية في أثناء التفكك الضوئي، عمل ثيمنس بالتعاون مع رافي ليفين من الجامعة العبرية لتفسير تأثيرات النظائر المستقلة الكُتَليْة في أثناء التفكك الضوئي واستكشاف الفيزياء الكيميائية الأساسية للعمليات بشكل أفضل. لقد درس الحائز على جائزة نوبل رودي ماركوس طريقة فهم أساس تأثير الأوزون على نطاق واسع وحفز نظرة أعمق في الفيزياء الكيميائية.
عمل ثيمنس وعلى نطاق واسع على فهم نظام الأرض. إذ حدد ثيمنس وتروجلر 10٪ من الانبعاثات المتزايدة لأكسيد النيتروز، وهو من الغازات الدفيئة وله تأثير إشعاعي 200 مرة ضعف ثاني أكسيد الكربون على أساس كل جزيء و 100 عام بالإضافة إلى متوسط عمر الجزيء، بمصادر غير محددة. وتبين أن تصنيع حمض الأديبيك المستخدم في إنتاج النايلون مصدر مهم عالمياً. وقد تشكلت جمعية عالمية في العام التالي لنشر ثيمنس للقضاء على جميع انبعاثات أكسيد النيتروز، مع النظر إلى تأثير مناخي بعيد المدى. كان لعمل ثيمنس في كيمياء الغلاف الجوي تأثير واسع النطاق.
تم استخدام كيمياء الغلاف الجوي لنظائر الأكسجين لتحديد تفاعلات سطح الأوزون في الغلاف الجوي على المريخ عبر نطاقات زمنية تبلغ مليار سنة كما جرى قياس سجل كربونات نظائر الأكسجين على المريخ لتعميق الرؤية في توليف الخزان.
تسمح القياسات التنظيرية لأكسجين الهباء الجوي لكربونات الغلاف الجوي الأرضي بحل كيمياء التفاعل غير المتجانسة في كلا الغلافين الجويين. تم استخدام نظائر الكبريت المستقلة الكتلية في نيازك المريخ لإظهار تفاعلات كيميائية ضوئية فوق البنفسجية لثاني أكسيد الكبريت في الغلاف الجوي السابق للمريخ.
يقود وجود كبريت المريخ إلى أحد أهم تطبيقات تأثيرات النظائر. في الغلاف الجوي الحالي للأرض، لا تسمح الحاجة إلى ضوء الأشعة فوق البنفسجية لتنفيذ التفكك الضوئي لثاني أكسيد الكبريت، بالحدوث في الغلاف الجوي السفلي اليوم بسبب فحص طبقة الأوزون في الستراتوسفير للأشعة فوق البنفسجية، ولكن سوف تمر الأشعة فوق البنفسجية في جو الأكسجين المنخفض. كشف قياس نظائر الكبريت في أقدم سجل صخري أن تأثيرات نظائر الكبريت المستقلة الكبيرة والمتغيرة الكتلة تحدث في نسب 33S / 32S، 36S / 32S كما لوحظ في نيازك المريخ وفي التجارب المعملية. يستخدم عمل الكبريت على نطاق واسع لتتبع أصل وتطور الحياة.
في الوقت الحاضر، تم استخدام نظائر الكبريت الشاذة في الكبريتيات من القطب الجنوبي وجليد جرينلاند لتحديد تأثير البراكين الضخمة على طبقة الستراتوسفير.
أظهرت العينات المأخوذة من حفرة الثلج التي حفرها ثيمنس وزملاؤه أن هناك مصادر لكيمياء الكبريت يجب تضمينها في دراسات الغلاف الجوي اليوم وغلاف الأرض البدائية. أدى دمج المشع 35S مع 4 نظائر كبريت مستقرة إلى تحسين التفاصيل الميكانيكية للمساهمين في عمليات التجزئة في عصر ما قبل الكمبريوم وحتى يومنا هذا، حيث لوحظ أن هنالك شذوذ للكبريت في الغلاف الجوي في الماس وهو يتتبع بشكل فريد ديناميكيات خلط الغلاف الجوي على أطر زمنية تبلغ مليار سنة.

## خدمته
إلى جانب خدمته كرئيس وعميد، كان ثيمنس نشطًا في الخدمة الخارجية:
- مجلس إدارة مؤسسة أبحاث جامعة ولاية سان دييغو، 2006-2009
- المجلس الاستشاري العلمي لمدينة سان دييغو (2002-2005)
- مجلس أمناء متحف التاريخ الطبيعي في سان دييغو (2001-2006)
- المجلس الاستشاري البيئي لغرفة التجارة في سان دييغو 1998-1999.
- مجلس مستشاري ECO AID (1999-2002)
- المجلس الاستشاري العلمي.  مكتب التجارة وتطوير الأعمال. سان دييغو (2002)
- اللجنة المنظمة لندوة جائزة كيوتو، سان دييغو، رئيس جامعة كاليفورنيا 2006-2016.
- لجنة أهمية النقل الدولي لملوثات الهواء (2008-2009) المجلس القومي للبحوث. (تقرير المصادر العالمية للتلوث المحلي).
- فهم تأثير بيع احتياطي الهليوم (2008-2009).  المجلس القومي للبحوث (بيع تقرير احتياطي الهليوم التابع للأمم المتحدة) المجلس القومي للبحوث.
- لجنة حماية الكواكب. عودة عينة المريخ (2008-2009).  المجلس القومي للبحوث (تقييم الحماية الكوكبية لمهمة عودة عينات المريخ).
- لجنة معايير الحماية الكوكبية للأجسام الجليدية في النظام الشمسي الخارجي (2011) المجلس القومي للبحوث.
- مجلس الطاقة والأنظمة البيئية 2009-2016. الأكاديمية الوطنية للعلوم.
- البحث عن الحياة عبر المكان والزمان.  (2016-2017).  طلبت دراسة مجلس علوم الفضاء.
- مجلس علوم الفضاء (2014 إلى الوقت الحاضر). الأكاديمية الوطنية للعلوم.
- اللجنة التنفيذية، مجلس علوم الفضاء (2018 - حتى الآن) الأكاديمية الوطنية للعلوم.
- محرر مشارك، وقائع الأكاديمية الوطنية للعلوم، 2007 حتى الآن.
- الأكاديمية الوطنية للعلوم.